# FCバルセロナの選手一覧
FCバルセロナの選手一覧は、FCバルセロナに所属しているコーチ・選手の一覧。

## 現役選手・監督
在籍年と前所属を併記。

### スタッフ
2024年8月1日現在
| 役職         | 名前                    | 在籍年 | 前職 | 備考 |
| 監督         | ハンジ・フリック        |        |      |      |
| アシスタント | Marcus Sorg             |        |      |      |
| アシスタント | Toni Tapalovic          |        |      |      |
| GKコーチ     | Jose Ramon De La Fuente |        |      |      |

### 選手
2025年8月10日現在
| Pos | No. | 選手名                       | 在籍年  | 前所属                       | 備考                |
| GK  | 01  | テア・シュテーゲン           | 2014年- | ボルシアMG                   | ドイツ代表          |
| GK  | 13  | イニャキ・ペーニャ           | 2018年- | バルセロナ・アトレティック   | 元スペイン代表 U-21 |
| GK  | 25  | ヴォイチェフ・シュチェスニー | 2024年- |                              | ポーランド代表      |
| GK  |     | ジョアン・ガルシア           | 2025年- | エスパニョール               | 元スペイン代表 U-21 |
| DF  | 02  | パウ・クバルシ               | 2023年- | バルセロナ・アトレティック   | スペイン代表        |
| DF  | 03  | アレハンドロ・バルデ         | 2021年- | バルセロナ・アトレティック   | スペイン代表        |
| DF  | 04  | ロナルド・アラウホ           | 2019年- | バルセロナ・アトレティック   | ウルグアイ代表      |
| DF  | 15  | アンドレアス・クリステンセン | 2022年- | チェルシー                   | デンマーク代表      |
| DF  | 23  | ジュール・クンデ             | 2022年- | セビージャ                   | フランス代表        |
| DF  | 24  | エリック・ガルシア           | 2021年- | バルセロナ・アトレティック   | スペイン代表        |
| MF  | 06  | ガビ                         | 2021年- | バルセロナ・アトレティック   | スペイン代表        |
| MF  | 08  | ペドリ                       | 2020年- | UDラス・パルマス             | スペイン代表        |
| MF  | 16  | フェルミン・ロペス           | 2023年- | バルセロナ・アトレティック   | スペイン代表        |
| MF  | 17  | マルク・カサド               | 2024年- | バルセロナ・アトレティック   | スペイン代表 U-17   |
| MF  | 20  | ダニ・オルモ                 | 2024年- | RBライプツィヒ               | スペイン代表        |
| MF  | 21  | フレンキー・デ・ヨング       | 2019年- | アヤックス                   | オランダ代表        |
| FW  | 07  | フェラン・トーレス           | 2022年- | マンチェスター・シティ       | スペイン代表        |
| FW  | 09  | ロベルト・レヴァンドフスキ   | 2022年- | バイエルン・ミュンヘン       | ポーランド代表      |
| FW  | 10  | ラミン・ヤマル               | 2023年- | バルセロナ・アトレティック   | スペイン代表        |
| FW  | 11  | ハフィーニャ                 | 2022年- | リーズ・ユナイテッド         | ブラジル代表        |
| FW  | 14  | マーカス・ラッシュフォード   | 2025年- | マンチェスター・ユナイテッド | イングランド代表    |

## 選手

### GK
- リカルド・サモラ(1919-1922)
- ファン・ベラスコ(1942-1956)
- アントニ・ラマレッツ(1946-1962)
- フランツ・プラトコ(1955-1956)
- サルバドール・サルドゥニ(1960-1976)
- ホセ・マヌエル・ペスード(1961-1966)
- ペドロ・アルトラ(1975-1984)
- ハビエル・ウルティコエチェア(1981-1988)
- アンドニ・スビサレッタ(1986-1994)
- カルレス・ブスケツ(1990-1999)
- フレン・ロペテギ(1994-1997)
- ヘスス・アンゴイ(1995-1996)
- ビトール・バイーア(1996-1999)
- フランセスク・アルナウ(1996-2001)
- ルート・ヘスプ(1997-2000)
- リシャール・ドゥトルエル(2000-2002)
- ペペ・レイナ(2000-2002)
- ロベルト・ボナーノ(2001-2003)
- ビクトル・バルデス(2002-2014)
- ロベルト・エンケ(2002-2004)
- ルストゥ・レチベル(2003-2004)
- アルベルト・ジョルケラ(2003-2009)
- ルベン・マルティネス(2004-2007)
- ホセ・マヌエル・ピント(2008-2014)
- オイエル・オラサバル(2008-2014)
- テア・シュテーゲン(2014-)
- クラウディオ・ブラーボ(2014-2016)
- ジョルディ・マシップ(2014-2017)
- ヤスパー・シレッセン(2016-2019)
- イニャキ・ペーニャ(2018-)
- ネト(2019-2022)

### DF
- フランシスコ・カルベ(1939-1952)
- ジョゼップ・プッチ・プッチ(1942-1955)
- ハウメ・エリアス(1943-1949)
- ジョアン・セガーラ(1949-1964)
- グスタウ・ビオスカ(1950-1958)
- シーグフリード・ガルシア(1952-1966)
- エンリク・ゲンサナ(1956-1964)
- フェラン・オリベジャ(1956-1969)
- ヘスス・ガライ(1960-1965)
- ジュリオ・セザール・ベニテス(1961-1968)
- エラディオ(1962-1972)
- ジョアキム・リフェ(1964-1976)
- アントニ・トーレス(1965-1976)
- ガジェゴ(1965-1975)
- キケ・コスタス(1971-1980)
- アントニオ・デ・ラ・クルス(1972-1979)
- ミゲリ(1973-1989)
- ペピート・ラモス(1976-1983)
- アントニオ・オルモ(1976-1984)
- ラモン・アレサンコ(1980-1993)
- クリストバル・パローロ(1987-1988)(1991-1992)
- ロナルド・クーマン(1989-1995)
- アルベルト・フェレール(1990-1998)
- ナンド・ムニョス(1990-1992)
- ミゲル・アンヘル・ナダル(1991-1999)
- フアン・カルロス(1991-1994)
- セルジ・バルフアン(1993-2002)
- キケ・エステバランス(1993-1994)
- ルイス・カレーラス(1993-1996)
- アベラルド・フェルナンデス(1994-2002)
- ゲオルゲ・ポペスク(1995-1997)
- キケ・アルバレス(1995-1996)
- ローラン・ブラン(1996-1997)
- フェルナンド・コウト(1996-1998)
- ミハエル・ライツィハー(1997-2004)
- ウィンストン・ボハルデ(1998-2000)
- フランク・デ・ブール(1999-2003)
- フレデリック・デウ(1999-2000)
- カルレス・プジョル(1999-2014)
- パトリック・アンデション(2001-2004)
- フィリップ・クリスタンヴァル(2001-2003)
- フランチェスコ・ココ(2001-2002)※レンタル
- フェルナンド・ナバーロ(2001-2006)
- フアン・パブロ・ソリン(2002-2003)※レンタル
- ラファエル・マルケス(2003-2010)
- マリオ・アルバレス(2003-2004)※レンタル
- オレゲール・プレサス(2003-2008)
- オスカル・ロペス(2003-2006)
- ロドリ(2003-2006)
- ジョバンニ・ファン・ブロンクホルスト(2004-2007)
- エジミウソン・ゴメス(2004-2008)
- ジュリアーノ・ベレッチ(2004-2007)
- シウヴィーニョ(2004-2009)
- ダミア・アベジャ(2004-2006)
- リリアン・テュラム(2006-2008)
- ジャンルカ・ザンブロッタ(2006-2008)
- エリック・アビダル(2007-2013)
- ガブリエル・ミリート(2007-2011)
- ジェラール・ピケ(2008-2022)
- ダニエウ・アウヴェス(2008-2016)(2021-2022)
- マルティン・カセレス(2008-2011)
- ビクトル・サンチェス(2008-2011)
- エンリケ(2008-2012)
- マクスウェル(2009-2012)
- ドミトロ・チグリンスキ(2009-2010)
- アンドレウ・フォンタス(2009-2013)
- マルク・ムニエサ(2009-2013)
- アドリアーノ・コレイア(2010-2016)
- マルク・バルトラ(2010-2016)
- マルティン・モントーヤ(2011-2016)
- ジョルディ・アルバ(2012-2023)
- トーマス・フェルメーレン(2014-2019)
- ジェレミー・マテュー(2014-2017)
- ドウグラス・ペレイラ(2014-2019)
- サミュエル・ユムティティ(2016-2023)
- リュカ・ディニュ(2016-2018)
- マルロン・サントス(2017-2018)
- ネルソン・セメド(2017-2020)
- ジェリー・ミナ(2018)
- クレマン・ラングレ(2018-2025)
- ジェイソン・ムリージョ(2019)※レンタル
- ジャン＝クレール・トディボ(2019-2021)
- エメルソン(2019-2021)
- ムサ・ワゲ(2019-2022)
- ジュニオル・フィルポ(2019-2021)
- ロナルド・アラウホ(2019-)
- オスカル・ミンゲサ(2020-2022)
- セルジーニョ・デスト(2020-2024)
- エリック・ガルシア(2021-)
- アレハンドロ・バルデ(2021-)
- アンドレアス・クリステンセン(2022-)
- ジュール・クンデ(2022-)
- エクトル・ベジェリン(2022-2023)
- マルコス・アロンソ(2022-2024)
- イニゴ・マルティネス(2023-2025)
- ジョアン・カンセロ(2023-2024)※レンタル

### MF
- マリアーノ・ゴンサルボ(1940-1956)
- ルイス・スアレス(1954-1961)
- マルティ・ベルゲス(1959-1966)
- ジョゼップ・マリア・フステ(1960-1972)
- チュス・ペレダ(1961-1969)
- マルシアル・ピナ(1969-1977)
- フアン・マヌエル・アセンシ(1970-1980)
- ヨハン・ニースケンス(1974-1979)
- テンテ・サンチェス(1976-1986)
- フアン・ホセ・エステージャ(1979-1983)
- ベルント・シュスター(1980-1988)
- ビクトル・ムニョス(1981-1988)
- ホセ・マリア・バケーロ(1988-1997)
- ヨン・アンドニ・ゴイコエチェア(1988-1990)
- エウゼビオ・サクリスタン(1988-1995)
- チキ・ベギリスタイン(1988-1995)
- ギジェルモ・アモール(1988-1998)
- ジョゼップ・グアルディオラ(1990-2001)
- リチャード・ビチュヘ(1991-1993)
- ゴラン・ブセビッチ(1992-1997)
- イヴァン・イグレシアス(1993-1996)
- オスカル・ガルシア(1993-1999)
- ゲオルゲ・ハジ(1994-1996)
- イゴール・コルネイフ(1994-1995)
- ルイス・センブラーノス(1994-1995)
- ロジェール・ガルシア(1995-1999)
- イバン・デ・ラ・ペーニャ(1995-1998)(2000-2001)
- アルベルト・セラーデス(1995-1999)
- ロベルト・プロシネチキ(1996-1997)
- ルイス・エンリケ(1996-2004)
- フランシスコ・ルフェテ(1996)
- ドラガン・チリッチ(1997-1999)
- ロナルド・デ・ブール(1998-2000)
- フィリップ・コクー(1998-2004)
- シャビ・エルナンデス(1998-2015)
- ヤリ・リトマネン(1999-2001)
- ガブリ(1999-2006)
- エマニュエル・プティ(2000-2001)
- ジェラール・ロペス(2000-2005)
- ファビオ・ロッケンバック(2001-2003)
- チアゴ・モッタ(2001-2007)
- フアン・ロマン・リケルメ(2002-2005)
- アンドレス・イニエスタ(2002-2018)
- ルイス・ガルシア(2003-2004)
- エドガー・ダービッツ(2004)
- エジミウソン(2004-2008)
- デコ(2004-2008)
- デメトリオ・アルベルティーニ(2005)
- マルク・ファン・ボメル(2005-2006)
- ヤヤ・トゥーレ (2007-2010)
- アレクサンドル・フレブ (2008-2012)
- セイドゥ・ケイタ (2008-2012)
- セルヒオ・ブスケツ(2008-2023)
- ティアゴ・アルカンタラ(2009-2013)
- ジョナタン・ドス・サントス(2009-2014)
- ハビエル・マスチェラーノ(2010-2018)
- オリオール・ロメウ (2010-2011)(2023-)
- イブラヒム・アフェレイ (2011-2015)
- セスク・ファブレガス (2011-2014)
- セルジ・ロベルト(2011-2024)
- ラフィーニャ(2011-2020)
- アレクサンドル・ソング (2012-2016)
- イヴァン・ラキティッチ (2014-2020)
- デニス・スアレス(2014-2015)(2016-2019)
- セルジ・サンペール(2014-2019)
- アルダ・トゥラン (2015-2020)
- アレイクス・ビダル(2015-2018)
- アレン・ハリロヴィッチ(2015-2016)
- アンドレ・ゴメス(2016-2019)
- パウリーニョ(2017-2019)
- フィリペ・コウチーニョ(2018-2022)
- アルトゥール・メロ(2018-2020)
- アルトゥーロ・ビダル(2018-2020)
- カルレス・アレニャ(2018-2021)
- フレンキー・デ・ヨング(2019-)
- リキ・プッチ(2019-2022)
- ミラレム・ピャニッチ(2020-2022)
- ペドリ(2020-)
- ユスフ・デミル(2021-2022)
- ガビ(2021-)
- ニコ・ゴンサレス(2021-2023)
- フランク・ケシエ(2022-2023)
- イルカイ・ギュンドアン(2023-2024)
- フェルミン・ロペス(2023-)
- ダニ・オルモ(2024-)

### FW
- パウリノ・アルカンタラ(1912-1916)(1918-1927)
- サジバルバ(1915-1932)
- ジョゼップ・サミティエール(1919-1933)
- フェリックス・セスマガ(1919-1921)
- マリアーノ・マルティン(1939-1948)
- セサル・ロドリゲス(1939-1954)
- ラディスラオ・クバラ(1950-1961)
- シャンドール・コチシュ(1958-1965)
- ルイス・クビジャ(1962-1964)
- カジェタノ・レ(1962-1966)
- フアン・セミナリオ(1964-1967)
- カルロス・レシャック(1965-1981)
- ヨハン・クライフ(1973-1978)
- ハンス・クランクル(1978-1981)
- アラン・シモンセン(1979-1983)
- キニ(1980-1984)
- マルコス・アロンソ(1982-1987)
- ディエゴ・マラドーナ(1982-1984)
- フアン・カルロス・ロホ(1983-1987)
- スティーブ・アーチボルド(1984-1988)
- ラウル・アマリージャ(1985-1988)
- ガリー・リネカー(1986-1989)
- マーク・ヒューズ(1986-1987)
- フリオ・サリーナス(1988-1994)
- エルネスト・バルベルデ(1988-1990)
- ミカエル・ラウドルップ(1989-1994)
- フリスト・ストイチコフ(1990-1995)(1996-1998)
- ロマーリオ(1993-1995)
- ジョルディ・クライフ(1993-1996)
- ルイス・フィーゴ(1995-2000)
- メホ・コドロ(1995-1996)
- アンヘル・クエジャル(1995-1997)
- ロナウド(1996-1997)
- エマニュエル・アムニケ(1996-2000)
- アントニオ・ピッツィ(1996-1998)
- ジオヴァンニ(1996-1999)
- リバウド(1997-2002)
- クリストフ・デュガリー(1997-1998)
- ソニー・アンデルソン(1997-1999)
- パトリック・クライファート(1998-2004)
- ボウデヴィン・ゼンデン(1998-2001)
- ダニ・ガルシア(1998-2003)
- シモン・サブローザ(1999-2001)
- マルク・オーフェルマルス(2000-2004)
- セルヒオ・サンタマリア(2000-2005)
- ハビエル・サビオラ(2001-2007)
- ジェオヴァンニ(2001-2003)
- ガイスカ・メンディエタ(2002-2003)※レンタル
- リカルド・クアレスマ(2003-2004)
- ロナウジーニョ(2003-2008)
- セルヒオ・ガルシア(2003-2005)
- ヘンリク・ラーション(2004-2006)
- サミュエル・エトオ(2004-2009)
- リュドヴィク・ジュリ(2004-2007)
- リオネル・メッシ(2004-2021)
- マキシ・ロペス(2005-2007)
- サンティアゴ・エスケーロ(2005-2008)
- エイドゥル・グジョンセン(2006-2009)
- ジオバニ・ドス・サントス(2007-2008)
- ティエリ・アンリ(2007-2010)
- ボージャン・クルキッチ(2007-2011)(2013-2014)
- ジェフレン・スアレス(2008-2011)
- ズラタン・イブラヒモヴィッチ(2009-2011)
- ペドロ・ロドリゲス(2009-2015)
- ケイリゾン(2009-2014)
- ダビド・ビジャ(2010-2013)
- アレクシス・サンチェス(2011-2014)
- イサック・クエンカ(2011-2014)
- ジェラール・デウロフェウ(2011-2015)(2017-2018)
- クリスティアン・テージョ(2011-2017)
- ネイマール(2013-2017)
- ルイス・スアレス(2014-2020)
- ムニル・エル・ハダディ (2014-2019)
- サンドロ・ラミレス (2014-2016)
- パコ・アルカセル(2016-2018)
- ウスマン・デンベレ(2017-2023)
- マウコム(2018-2019)
- ケヴィン＝プリンス・ボアテング(2019)※レンタル
- アントワーヌ・グリーズマン(2019-2022)
- アンス・ファティ(2019-)
- マルティン・ブライトバイテ(2020-2022)
- フランシスコ・トリンコン(2020-2023)
- セルヒオ・アグエロ(2021)
- メンフィス・デパイ(2021-2023)
- ルーク・デ・ヨング(2021-2022)※レンタル
- フェラン・トーレス(2021-)
- アダマ・トラオレ(2022)※レンタル
- ピエール＝エメリク・オーバメヤン(2022)
- ハフィーニャ(2022-)
- ロベルト・レヴァンドフスキ(2022-)
- ジョアン・フェリックス(2023-2024)※レンタル
- ラミン・ヤマル(2023-)
- ヴィトール・ホッキ(2024-2025)